# Почётный гражданин Алтайского края
Почётный гражданин Алтайского края — высшая награда Алтайского края, почётное звание присваиваемое Алтайским краевым Законодательным Собранием гражданам Российской Федерации.

## Основания и процедура присвоения звания
Присваивается Алтайским краевым Законодательным Собранием гражданам Российской Федерации, имеющим государственные награды Российской Федерации и (или) награды СССР, РСФСР за особо выдающиеся заслуги перед Алтайским краем, связанные с развитием Алтайского края, высокими достижениями в труде, защитой прав и свобод человека и гражданина, укреплением мира и согласия в обществе, повышением авторитета Алтайского края в Российской Федерации и за рубежом, за личное мужество и героизм, проявленные при исполнении служебного или гражданского долга на благо Российской Федерации и Алтайского края.

## Статус и права почётного гражданина
Почётный гражданин Алтайского края получает:
- единовременно денежную сумму в размере 50 МРОТ;
- ежемесячно денежную сумму в размере 5 000 рублей;
- ежегодно бесплатную путевку в санатории, расположенные на территории Алтайского края.

## Почётные граждане Алтайского края
- Айдарханов, Каримхан Айдарханович
- Афанасьев, Антон Григорьевич
- Батанин, Иван Ильич
- Белоусова, Мария Игнатьевна
- Борисова-Хроменко, Валентина Михайловна
- Голубева, Мария Архиповна
- Гуков, Павел Иванович
- Игнатович, Анатолий Иванович
- Калашников, Михаил Тимофеевич
- Калинина, Ида Павловна
- Камышников, Владимир Степанович
- Каргаполов, Вадим Александрович
- Копелиович, Израил Наумович
- Максименко, Илья Александрович
- Мельников, Анатолий Иванович
- Овсиевская, Руфина Серафимовна
- Паротиков, Дементий Гаврилович
- Парфёнов, Евгений Ерофеевич
- Погуляй, Виктор Дмитриевич
- Ростовцев, Николай Алексеевич
- Сакович, Геннадий Викторович
- Таран, Иван Иванович
- Титов, Герман Степанович
- Христенко, Василий Тимофеевич
- Чернышов, Владимир Филиппович
- Шойхет, Яков Нахманович
- Эрнст, Артур Яковлевич
- Юдалевич, Марк Иосифович
- Яркин, Иван Алексеевич